# Allgemeine Hotel- und Gastronomie-Zeitung
Die Allgemeine Hotel- und Gastronomie-Zeitung (ahgz) ist eine 14-tägliche jeweils samstags im Deutschen Fachverlag erscheinende Abonnement-Zeitung für die Hotel- und Gastronomiebranche.
Neben der Zeitung stehen den Lesern digitale Informationsquellen zur Verfügung: ahgz.de, das reichweitenstärkste IVW-geprüfte Branchenportal in Deutschland sowie verschiedene Newsletter, E-Paper und Apps.

## Inhalt

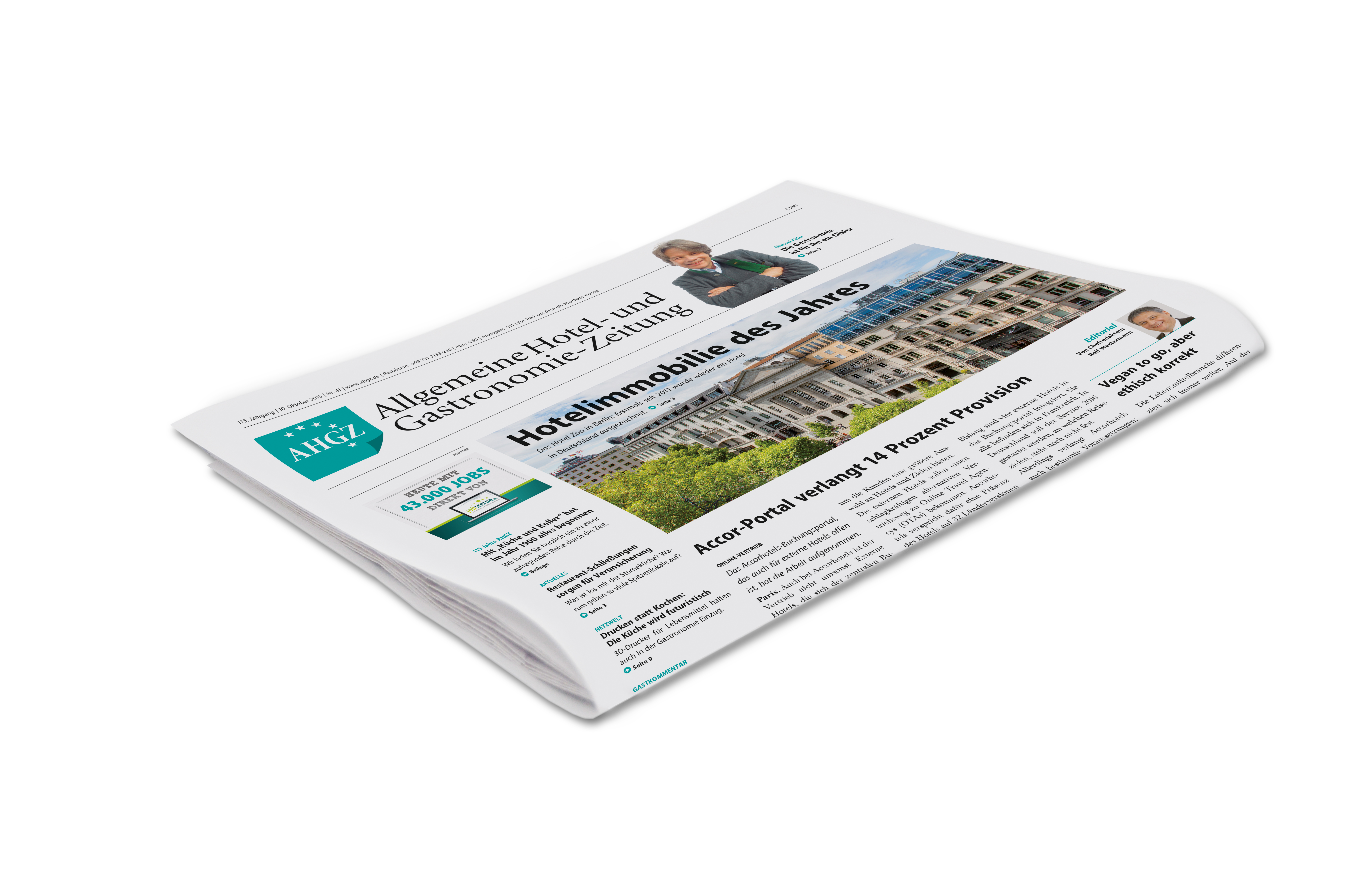
Allgemeine Hotel- und Gastronomie-Zeitung

Blickfang ist die Titelseite mit einem vergrößerten Aufmacherbild. Der Gesprächspartner des großen Interviews wird rechts oben auf dem Titel abgebildet und durchbricht den Zeitungskopf. Zur Titelseite gehören neben Aufmacherartikel, Meldung und Editorial auch die Rubrik „Zitat der Woche“, die Glosse „Unten links“ sowie Schlagzeilen regionaler und überregionaler Themen. Seit 2015 gibt es die Seiten „Next Generation“ mit jungen Themen sowie „Around the world“ mit Berichten aus dem Ausland. Zwei Doppelseiten sind für die Bereiche Hotellerie und Gastronomie reserviert. Die Aufschlagseite heißt nun „Regionen und Metropolen“. Die Zeitung endet mit drei redaktionellen Seiten „Menschen“, „Ausbildung und Karriere“ und „Für Sie entdeckt“.
Die AHGZ gibt Rankings u. a. der größten Hotels in Deutschland heraus. Sie veranstaltet darüber hinaus die wichtige Branchenveranstaltung Hotelier des Jahres und richtet den Deutschen Hotelkongress aus.

### ahgz design
Seit September 2012 erscheint mehrmals jährlich das Magazin AHGZ Hoteldesign, das sich mit den Themen Bau, Design und Technik von Hotelbetrieben beschäftigt und sich an Hotelentwickler und -investoren, Hotelbetreiber und Inhaber, Architekten, Designer, Projektmanager und Bauunternehmen wendet.

## Hotelier des Jahres
Seit 1990 verleiht die AHGZ jährlich die Auszeichnung „Hotelier des Jahres“. Die Auszeichnung wird von der Branche für die Branche vergeben und ist nicht dotiert. Mit dem Branchenpreis Hotelier des Jahres werden Persönlichkeiten ausgezeichnet, die sich in besonderem Maße um die Hotellerie verdient gemacht haben. Zusätzlich kann die Jury bis zu zwei Special Awards für herausragende Leistungen aus dem Branchenumfeld, für eine außergewöhnliche Geschäftsidee und deren erfolgreiche Umsetzung oder für Konzepte zur Nachwuchsförderung an Institutionen oder Persönlichkeiten verleihen.

## Internetauftritt
Die Website der ahgz erzielt ca. eine Million Page Impressions im Monat. Die Nutzer haben Zugriff auf rund 140.000 Artikel im Online-Archiv und können damit zurück bis ins Jahr 2000 recherchieren. Außerdem versendet die Redaktion einen täglichen, aktuellen Newsletter „AHGZ am Morgen“ an mehr als 38.000 Adressaten.
Der Stellenmarkt der AHGZ ist auch online vertreten. Jobsterne ist Deutschlands Jobmarkt mit den meisten Stellen aus Hotellerie und Gastronomie. Das Ziel von Jobsterne besteht darin, alle im Netz vorhandenen Stellenangebote für Hotellerie und Gastronomie aufzuspüren und für Stellensuchende schnell und einfach auffindbar zu machen. Dabei werden Jobbörsen, Karrierewebsites, Personalberatungen und Stellenbörsen von Unternehmen erfasst und aufgeführt.